# Le cronache del Re delle Bestie
Le cronache del re delle bestie (獣王と薬草?, Juuou to Yakusou, lett. "Re bestia ed erbe medicinali") è un manga scritto da Tatsukazu Konda e disegnato da Asahi Sakano, edito dalla Shogakukan e serializzato su Ura Sunday.

## Sinossi

### Ambientazione
Il manga si svolge in un mondo fantasy ove sono presenti mostri, dungeon e gilde.

### Trama
La storia inizia dopo una grande vittoria: un gruppo di avventurieri è riuscito a sconfiggere Garron, il temibile Re delle Bestie, considerato la creatura più pericolosa del mondo. Fieri del loro successo, tornano a casa convinti di aver messo fine a ogni minaccia. Tuttavia, vent'anni dopo, una nuova generazione si troverà ad affrontare una sorprendente svolta nella trama, legata proprio al Re delle Bestie.